# Slaven-Potpourri
Slaven-Potpourri, op. 39, är en komposition av Johann Strauss den yngre. Den spelades första gången den 27 mars 1847 i danslokalen Zum Sperl i Wien.

## Historia
Vid en tid då Johann Strauss den äldre och hans orkester dominerade Wiens alla större musikscener visade sig de olika nöjesställen som anordnades av den slaviska minoriteten vara en lukrativ inkomstkälla för deras egen favoritkompositör: Johann Strauss den yngre. Från början av sin karriär hade Strauss d.y. hjärtligt tillägnat denna nationalgrupp sådana musikverk såsom Serben-Quadrille och Alexander-Quadrille. Tidningen Wiener Allgemeine Theaterzeitung hade den 18 mars 1847 följande artikel: "Slavernas soaréer börjar öka i antal. Snart kommer en soaré äga rum där alla slaviska raser kommer vara representerade. Strauss d.y. har fått det ärorika uppdraget att arrangera ett potpurri av slaviska nationalmelodier och förbereda det för orkester. Han kommer framföra det med sin orkester på soarén, som troligen kommer äga rum på 'Zum Sperl'."
Soarén "En musikalisk aftonunderhållning för slaver" ägde mycket riktigt rum i danslokalen Zum Sperl i stadsdelen Leopoldstadt den 27 mars 1847. Strauss var närvarande med sitt potpurri med melodier inhämtade från det vidsträckta slaviska området. Mer än 1000  besökare bevistade konserten. Där fanns personer från Böhmen, Mähren, Polen, Schlesien, Serbien, Illyrien, Slovenien, Kroatien, Bosnien, Montenegro och Ryssland. Konserten bestod av två delar: först en konsert med inslag av vokalröster, körer och instrumentsolon; därpå uppträdde Strauss med sin relativt lilla orkester och presenterade ett program med uteslutande slaviska melodier. Reportern från Wiener Allgemeine Theaterzeitung (31.03.1847) observerade att "det var en märklig syn att se hur glädjen steg till ett crescendo, först från ena delen av salen, sedan från den andra allteftersom den ena slaviska gruppen efter den andra hörde melodier från sina hemländer". Verket innehöll inte mindre än 24 nationella melodier:
- Nr. 2   - en sång från Mähren
- Nr. 4   - en sång från Böhmen om fylleri
- Nr. 6   - en sång från Ryssland, även använd av Strauss i Été-delen av Nikolai-Quadrille op. 65
- Nr. 8   - citat från en melodi i František Škroups opera Fidlovacka (1834), som blev Tjeckiens nationalsång Kde domov můj
- Nr. 16  - en julsång från Böhmen eller Mähren
- Nr. 17  - en furiant (snabb dans) från Böhmen
- Nr. 19  - en air från Serbien eller Makedonien
- Nr. 20  - en kolo från Serbien
- Nr. 23  - en melodi hämtad från den polska (och slovenska ?) nationalsången

På sin konsertturné på Balkanhalvön hösten 1848 skördade Strauss stora framgångar med Slaven-Potpurri, men i december hade stämningen i Wien vänt sig emot verket. Marsrevolten 1848 hade väckt gamla spänningar mellan de olika nationaliteterna. När Strauss framförde sitt potpurri på Grünen Thor den 8 december protesterade publiken genom att kräva att den österrikiska nationalhymnen skulle spelas i stället. Ordningen fick återställas av polisen.
Nära ett halvt sekel senare föreslog författaren Gustav Davis ett samarbete om en operett som utspelas i serbiska syd-Ungern. Strauss svarade: "Min förkärlek för serbisk nationalmusik, vilken visar sig i mina verk såsom Serben-Quadrille [och] Serbenpotpurri (båda med serbiska teman), gör att jag accepterar erbjudandet med glädje". Operetten Jabuka hade premiär 1894, Strauss 50-årsjubileum som kompositör.

## Om verket
Speltiden är ca 16 minuter och 32 sekunder plus minus några sekunder beroende på dirigentens musikaliska tolkning.

## Weblänkar
- Dynastin Strauss 1847 med kommentarer om Slaven-Potpourri.
- Slaven-Potpourri i Naxos-utgåvan.